# 忍坂大中姬

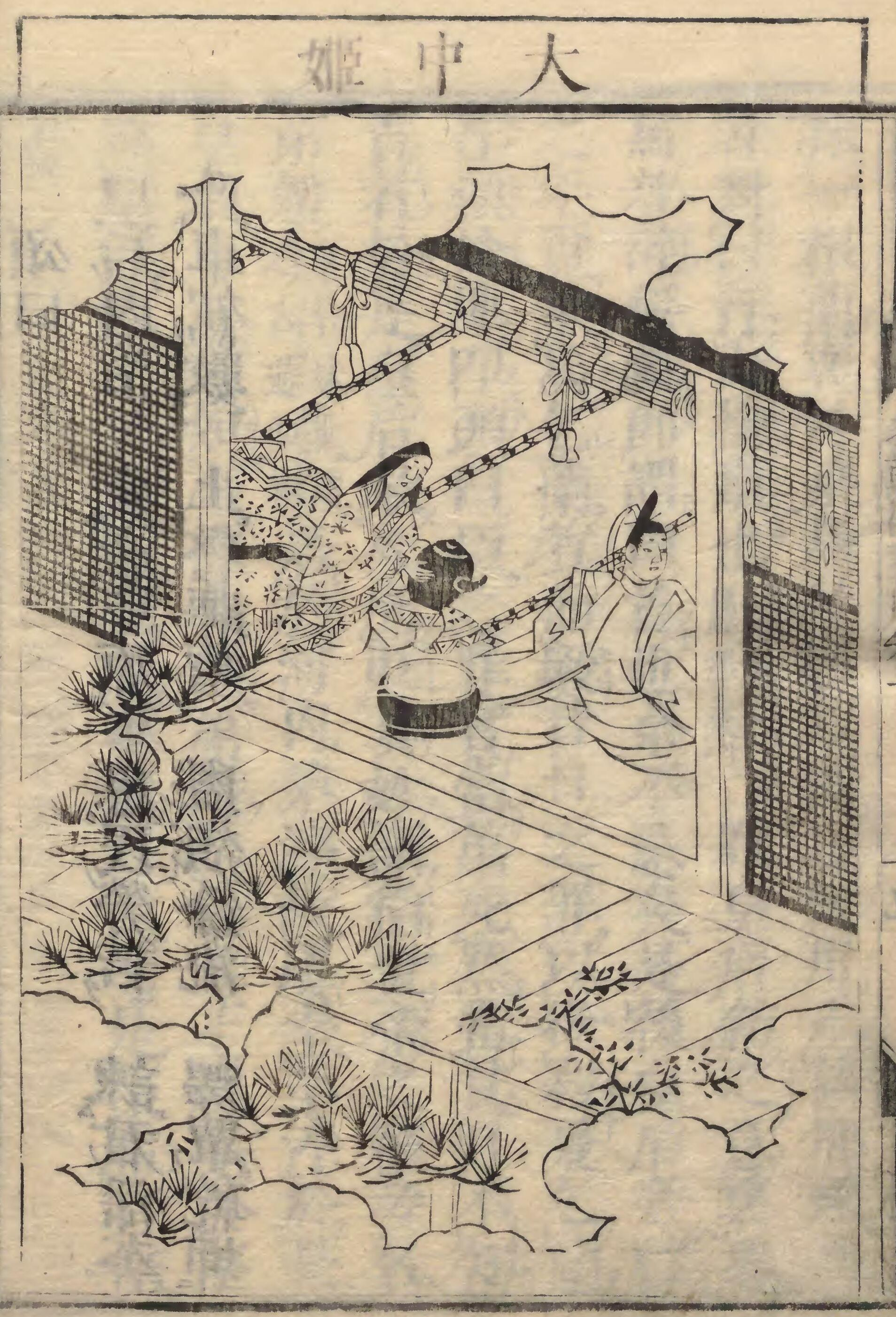
忍坂大中姬

忍坂大中姫（おしさかのおおなかつひめ，生卒年不詳）又稱忍坂大中津比賣命（おしさかのおおなかつのひめのみこと），乃是日本第十九代允恭天皇的皇后，生下木梨輕皇子、安康天皇、雄略天皇。她是應神天皇的孫女，母親是倭建命的曾孫女。
《日本書紀》記載，允恭天皇二年2月14日（413年3月31日）立后，允恭天皇42年12月14日（454年1月28日）立為皇太后。

## 家庭
- 父：稚野毛二派皇子
- 母：弟日卖真若比卖命
  - 同母兄：意富富杼王（第26代继体天皇曾祖父）
  - 同母妹：衣通姬
  - 夫：允恭天皇
    - 子：木梨轻皇子、名形大娘皇女、境黑彦皇子、安康天皇、轻大娘皇女、八釣白彦皇子、雄略天皇、但馬橘大娘皇女、酒見皇女

| 前任： 草香幡梭皇女 | 日本皇后 413年—454年 | 繼任： 中磯皇女 |